# Ная Джакс
Савелина Фанин (родена на 29 май 1984 г.), сценично име в кеча Ная Джакс, е американска манекенка и професионална кечистка.
Работи с WWE под сценичното име Ная Джакс
Тя е братовчедка на Дуейн „Скалата“ Джонсън. Фен на професионалния кеч още от детството си, Фанин решава да направи кеч кариера след като е гледава представянето на Джонсън на КечМания 28.През началото на 2014, Фанин подписа договор с WWE, и беше преместена в Представителния център на WWE в Орландо, Флорида, където сформира съюз с Ива Мари (наричайки се Мощния съюз) през ноември 2015.

## В кеча
- Финални хватки
  - Fireman's carry powerslam
  - Pop-up Samoan drop
  - Standing leg drop, sometimes while running or done repeatedly in succession
- Ключови хватки
  - Bearhug, sometimes while applying a hammerlock
  - Cobra clutch
  - Canadian backbreaker rack
  - Headbutt
  - Elbow drop, sometimes done repeatedly in succession
  - Hair-pull whip
  - Hip attack to a bent over opponent, sometimes with a face wash to a cornered opponent
  - Modified spinebuster
  - Running body avalanche to an oncoming or cornered opponent
  - Seated senton, sometimes connected to perform a straddle pin
  - Shoulderbreaker to an oncoming opponent
  - Tilt-a-whirl backbreaker

### Мениджъри
- Ива Мари
- Алекса Блис

### Прякори
- Хибридният спортист
- Неустоимата сила

### Entrance themes
- Force of Greatness by CFO$

### Титли и постижения
- Pro Wrestling Illustrated
  - Новобранка на годината (2016)
  - PWI Female 50 я класира на No. 23 от топ 50 жени кечистки през 2016
  - Най-Силната Жена на годината (2017)
- WWE
  - Шампионка при Жените на Първична сила (1 път)
  - Шампионка при жените на WWE (1 път)
  - Отборна шампионка при жените на WWE (2 пъти) – с Шейна Бейзлър
  - Кралица на ринга (2024)